# Mycetophila tucunensis
Mycetophila tucunensis är en tvåvingeart som först beskrevs av Lane 1955.  Mycetophila tucunensis ingår i släktet Mycetophila och familjen svampmyggor. Inga underarter finns listade i Catalogue of Life.